# Liste der Baudenkmäler im Bonner Ortsteil Vilich-Müldorf
Die folgende Liste enthält in der Denkmalliste ausgewiesene Baudenkmäler auf dem Gebiet des Bonner Ortsteils Vilich-Müldorf im Stadtbezirk Beuel.
Hinweis: Die Reihenfolge der Denkmäler in dieser Liste orientiert sich an den Straßennamen und ist alternativ nach Hausnummern, Denkmallistennummer oder Bezeichnung sortierbar.
Basis ist die offizielle Denkmalliste der Stadt Bonn (Stand: 15. Januar 2021), die von der Unteren Denkmalbehörde geführt wird. Grundlage für die Aufnahme in die Denkmalliste ist das Denkmalschutzgesetz Nordrhein-Westfalens.
| Bild                          | Bezeichnung                   | Lage                                       | Beschreibung | Bauzeit                | Eingetragen seit | Denkmal- nummer |
| ----------------------------- | ----------------------------- | ------------------------------------------ | --- | ---------------------- | ---------------- | --------------- |
| Steinwegekreuz Vilich-Müldorf | Steinwegekreuz Vilich-Müldorf | Am Herrengarten/Beueler Straße (37) Karte  | Inschrift: DIESES KREUTZ HAT CECILIA HEIDER IN MÜLDORF ZU EHREN DEM LEIDEN JESU UND DER SCHMERZHAFTER MUTTER MARIA AUFRICHTEN LASEN IM JAHR 1841 | 1841                   |                  | A 3363          |
| weitere Bilder                |                               | Am Herrengarten 63 Karte                   | ehemaliges Bahnhofsgebäude an der Siegburger Bahn                                                                                                | 1911                   |                  | A 3248          |
| weitere Bilder                | Bildstock Vilich-Müldorf      | Burbankstraße (29)/Adolf-Quad-Straße Karte | Inschrift: Errichtet (zu) Ehren der Schmerzhaften Mutter Maria 1876 von Jungfrau Eva Schleifer                                                   | 1876, 1989 (Sanierung) |                  | A 2894          |